# Família Lima
Família Lima é um grupo brasileiro de rock sinfônico formado em Sapiranga no ano de 1994. O grupo já vendeu mais de 1 milhão de cópias. A Família Lima já se apresentou em mais de 13 países, dentre eles Estados Unidos, Áustria, França, Espanha, Alemanha e Vaticano, onde se apresentou na Piazza San Pietro para o Papa João Paulo II e um público de 500.000 pessoas. O grupo faz uma mistura de música erudita e estilos variados como folk, rock e pop.

## História
Tudo começou com o encontro de José Carlos (líder da banda Família Lima de Oliveira) e Lorena, e o nascimento dos filhos Amon-rá, Moisés e João Lucas. O primo Allen veio depois. Contudo, o início oficial desta história se deu em 1994, nas terras gaúchas, mais precisamente em Morro Reuter, onde aconteceu a primeira apresentação do grupo com o nome Família Lima, quando lançou a música "Primeiro Amor". Antes disso já fazia pequenos shows (Violinos Mágicos) em que misturavam o som dos violinos com apresentações de mágica nos palcos. No mesmo ano já estavam fazendo shows no Principado de Andorra, Madri, Barcelona, Ilha de San Andrés (Caribe) e em Los Angeles. No ano seguinte, Viena e Innsbruck (Áustria) e, novamente, Espanha (cidade de Granada), e, em 1996, Nova Iorque e Washington e, posteriormente, países como Itália, França, Portugal, Argentina, Uruguai, Chile e Alemanha. Em 2000 tocaram no "Jubileu da Família", no Vaticano, segundo Lucas descrito como um marco para a carreira: "Acontece a cada 50 anos. Nós fomos os únicos da América. Bem na hora em que começamos a tocar veio o Papa. Foi um momento emocionante e glorioso.
Seu mais recente álbum foi lançado no ano de 2010, que reuniu apenas 5 canções, das quais 3 foram escritas pelo integrante Lucas Lima. O disco vem com um link de acesso a um site especial onde o grupo vai disponibilizar materiais inéditos, extras, vídeos e mais 5 músicas do novo disco 1, 2, 3, 4, 5 durante o ano de 2011.
Em 2013, a banda lançou o segundo DVD da carreira, Raízes, em comemoração aos seus 20 anos de estrada. O DVD traz grandes sucessos de músicos e bandas gaúchas, tudo de uma forma totalmente rearranjada para o erudito pop rock que a banda faz.
Em 2016, o grupo se tornou a banda fixa do game show dominical Tamanho Família, exibido pela Rede Globo e apresentado por Márcio Garcia.

## Integrantes

### Formação atual
- Lucas Lima: vocal, violão, guitarra, violino, teclado, piano, viola caipira (1994 - presente)
- Amon-rá Lima: violino, percussão, vocal de apoio (1994 - presente)
- Moisés Lima: baixo, violão, violoncelo, vocal de apoio (1994 - presente)
- Allen Lima: piano, teclado, controlador, percussão, vocal de apoio (1994 - presente)

### Músicos de apoio
- Bruno Piapara: guitarra, baixo, violão
- Marcell Cardoso: bateria

### Ex-integrantes
- José Carlos Lima: vocal, violino, violão, guitarra, percussão (1994 - 2018)[1]

## Discografia
| Ano  | Álbum                        | Formatos | Gravadora       |
| ---- | ---------------------------- | -------- | --------------- |
| 1997 | Família Lima                 | CD       | RGE             |
| 1999 | Ao Vivo                      | CD       | RGE             |
| 2000 | Pra Você                     | CD       | TBM Records     |
| 2001 | Gira o Mundo                 | CD       | TBM Records     |
| 2002 | Italiano                     | CD       | TBM Records     |
| 2004 | 10 Anos - Ao Vivo em Gramado | CD, DVD  | ACIT            |
| 2007 | Carmina Burana               | CD       | ACIT            |
| 2010 | 1, 2, 3, 4, 5                | CD       | Independente    |
| 2013 | Raízes                       | CD, DVD  | ACIT            |
| 2015 | 20 Anos                      | CD, DVD  | Universal Music |
| 2016 | Natal em Casa                | CD, DVD  | Universal Music |

### Participações especiais
- Angels Cry 20th Anniversary Tour (DVD) (2013) - Angra (participação em "The Voice Commanding You", "No Pain For The Dead", "Stand Away" e "Unfinished Allegro")